# Ангермюнде
Ангермю́нде (нем. Angermünde) — город в Германии, в земле Бранденбург. Входит в состав района Уккермарк. Официальный код — 12 0 73 008.
Занимает площадь 326,44 км². Это намного больше чем такие крупные города Германии как Лейпциг или Билефельд. Хотя городок на самом деле очень маленький, если сравнить количество населения этих трех городов, то сразу видно разницу: на 1км² в Ангермюнде проживает всего 45 человек, против 1733 человек на тот же 1км² в Лейпциге. Так что, территориально, это один из крупнейших городов Германии.
Город подразделяется на 24 городских района.

## Население
| Год  | Численность | Численность |
| ---- | ----------- | ----------- |
| 1990 | 17 372      | [ 1 ]       |
| 2000 | 16 481      | [ 1 ]       |
| 2010 | 14 360      | [ 2 ]       |
| 2020 | 13 637      | [ 3 ]       |
| 2021 | 13 696      | [ 4 ]       |
| 2022 | 13 692      | [ 5 ]       |
| 2023 | 13 775      | [ 6 ]       |

## Галерея

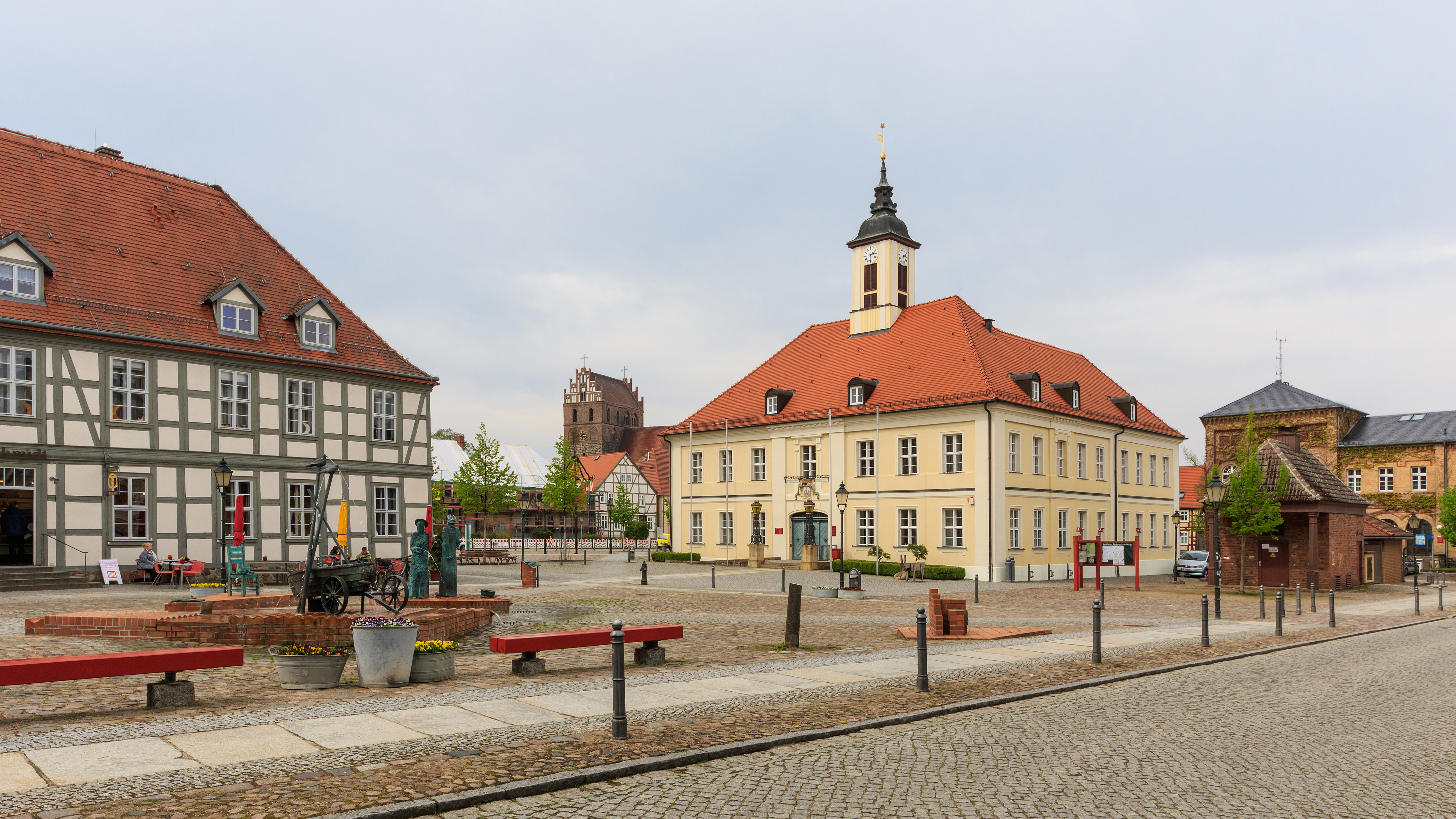
Городская площадь
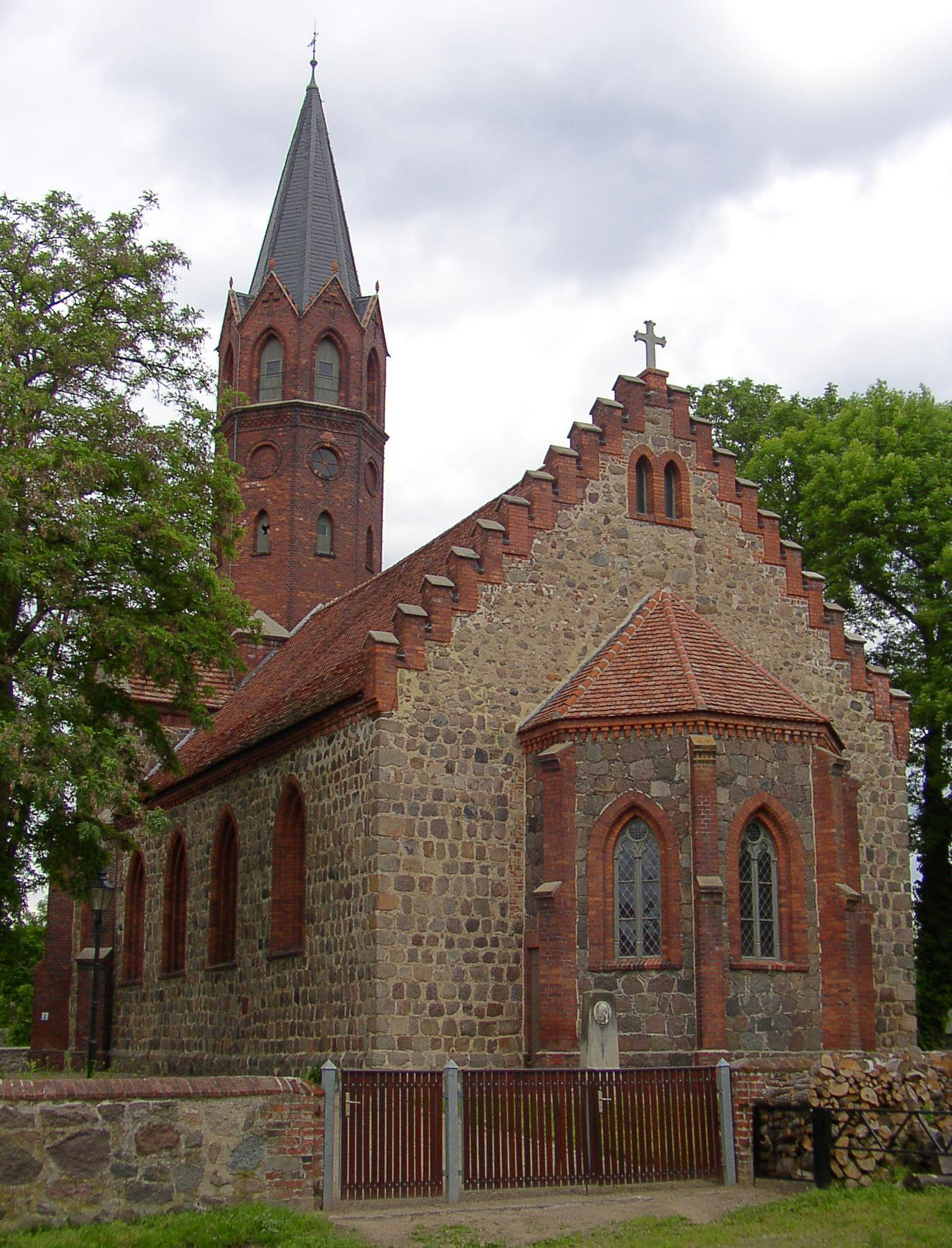
Stüler-Kirche in Altkünkendorf
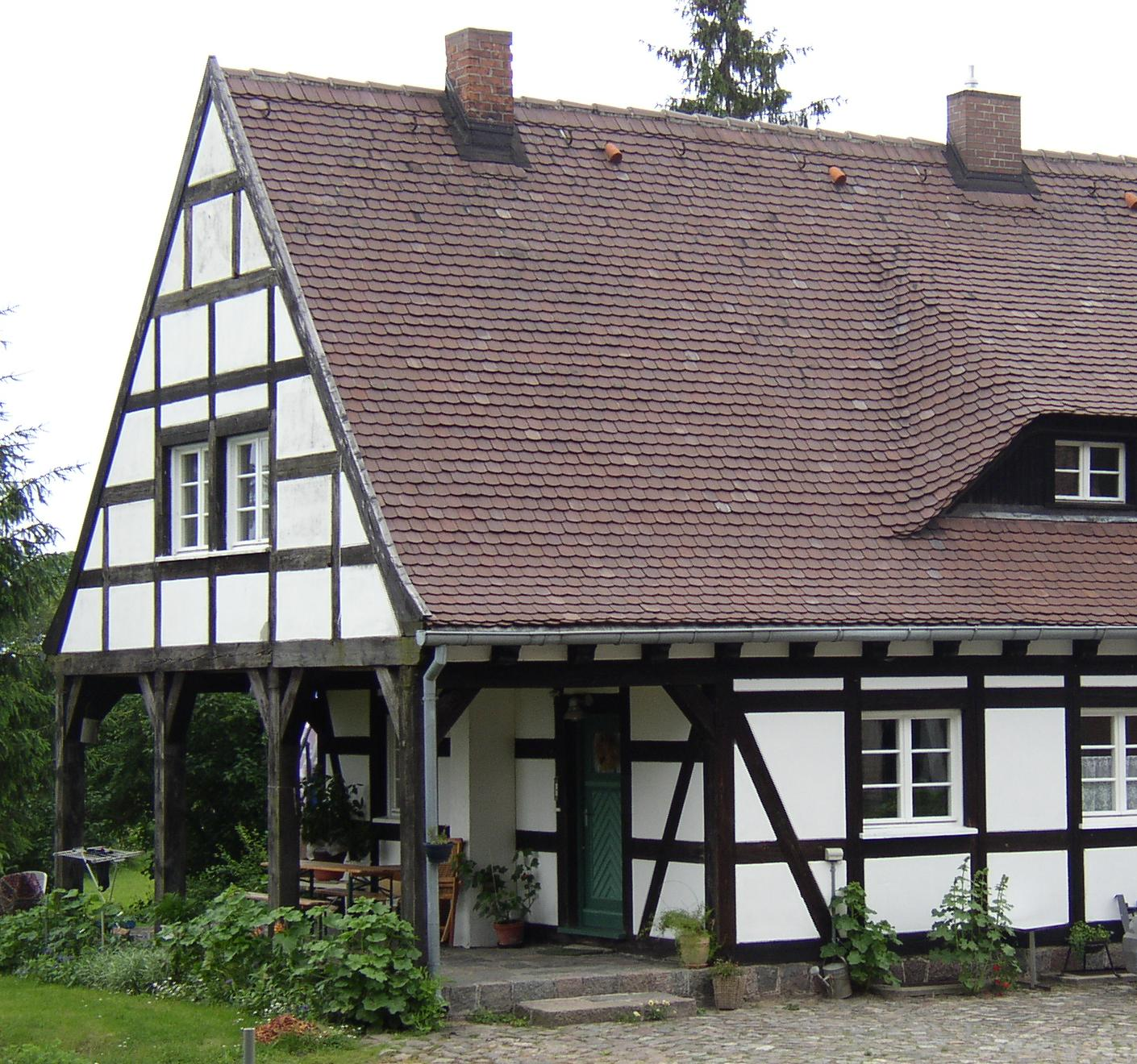
Vorlaubenhaus in Schmiedeberg
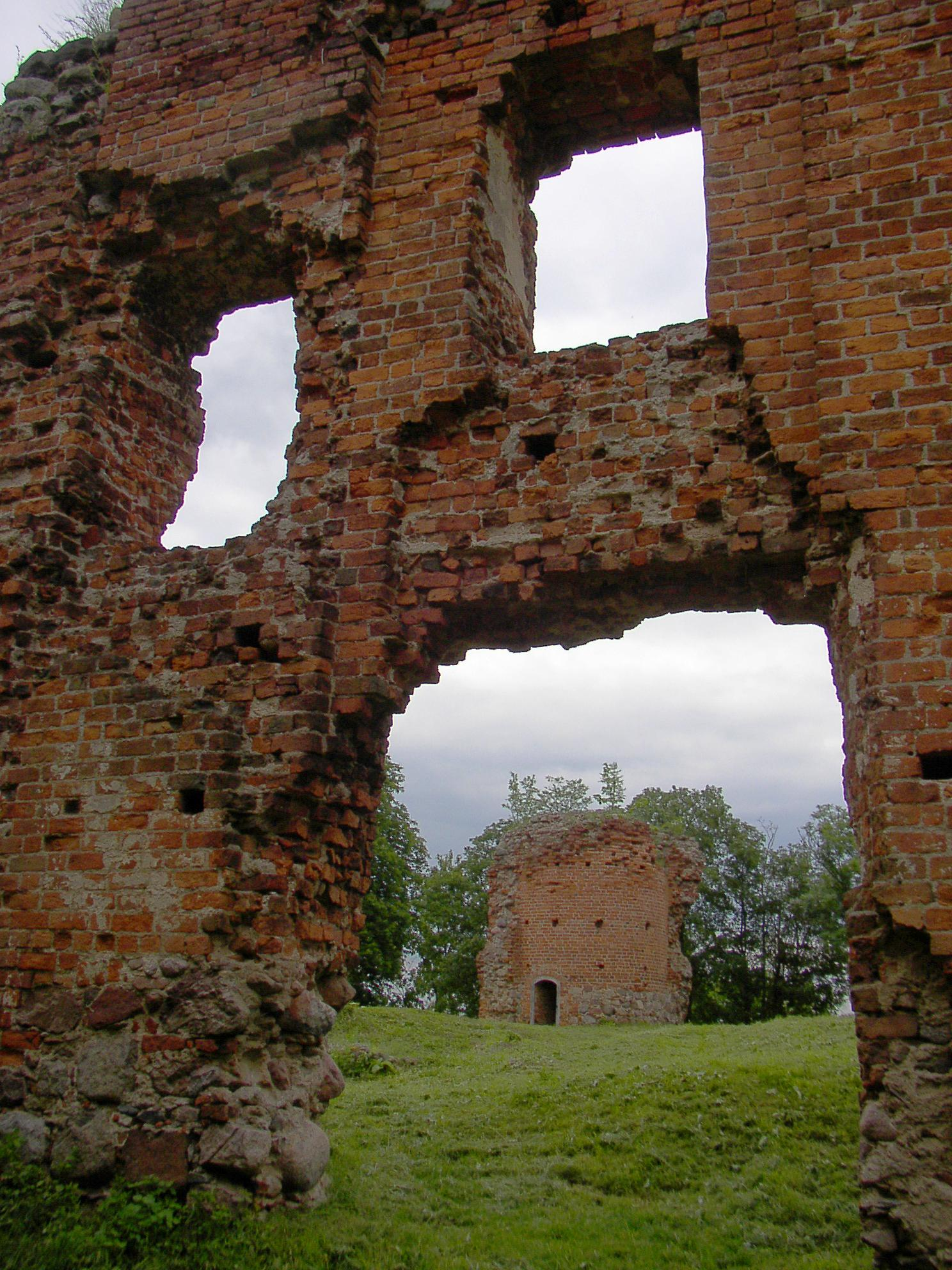
Развалины "Greiffenburg"
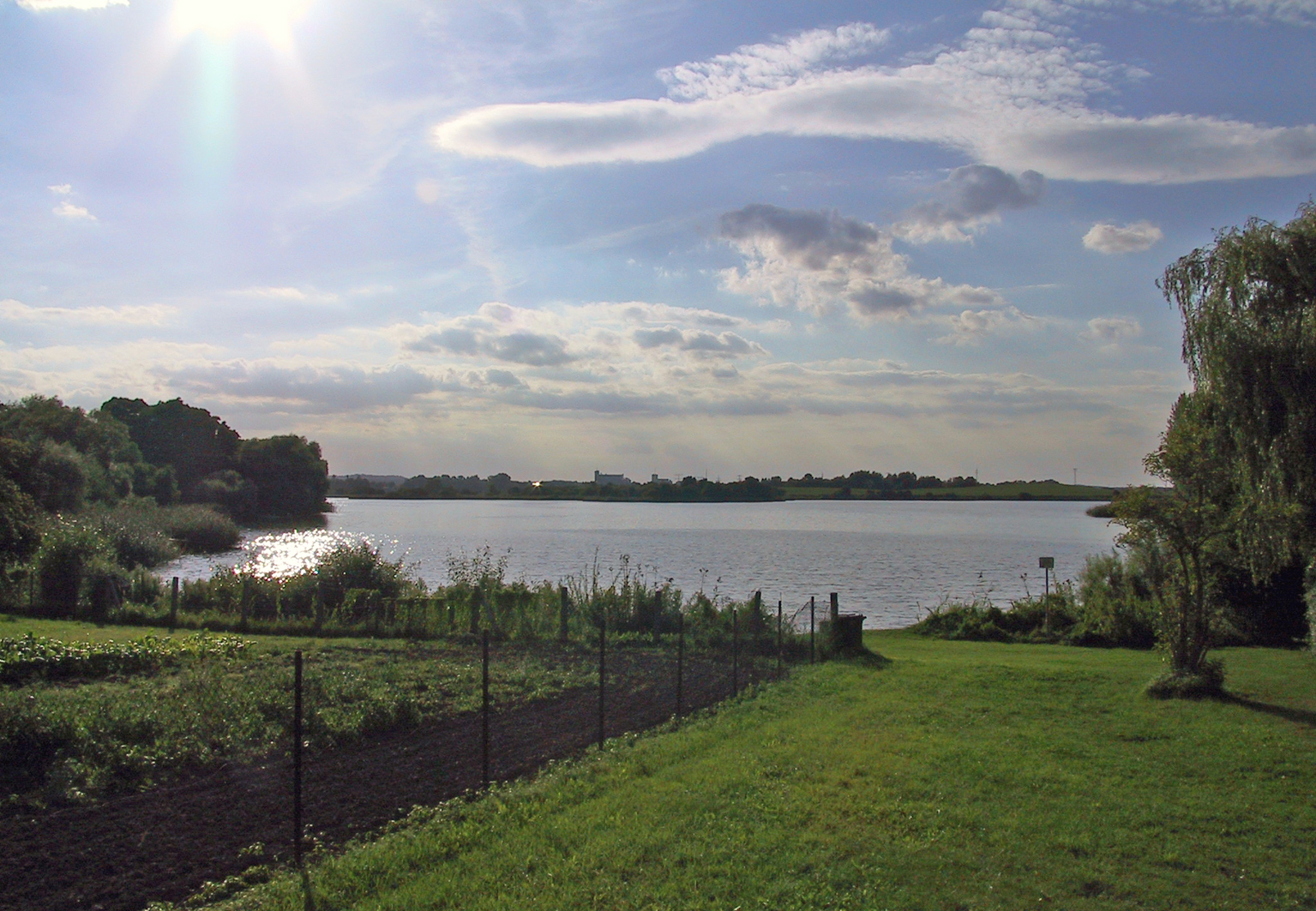
Озеро "Mündesee" если смотреть со стороны Dobberzin
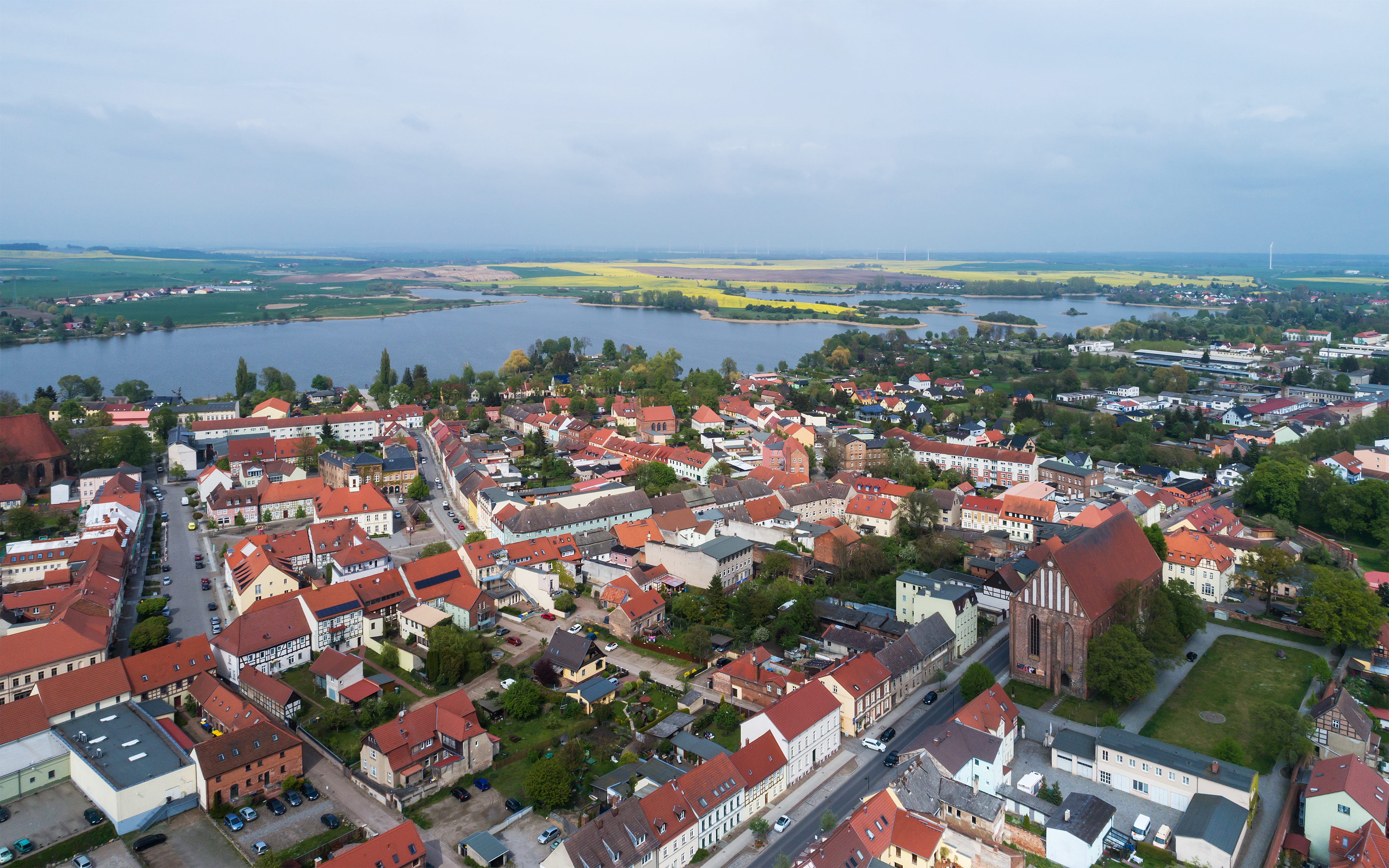
Аэрофотосъёмка города